# Rickinghall Superior
Rickinghall Superior is een civil parish in het bestuurlijke gebied Mid Suffolk, in het Engelse graafschap Suffolk. In 2001 telde het dorp 797 inwoners.